# Faxehus Efterskole
Faxehus Efterskole er en efterskole beliggende i Faxe Ladeplads, Faxe Kommune. Der går ca. 100 elever på skolen. Skolen tilbyder musik, teater, vandsport, friluftsliv og kunst som valgfag. På skolen er der to studieretningslinjer: den internationale og den naturfaglige retning.